# Falkland-szigeteki háború
A Falkland-szigeteki háború (angolul: The Falklands War, spanyolul: Guerra de las Malvinas) az Egyesült Királyság és Argentína közti fegyveres konfliktus, amelyet 1982 márciusa és júniusa között vívtak a Falkland-szigetek és néhány közeli, kisebb dél-atlanti-óceáni sziget (Déli-Georgia és a Déli-Sandwich-szigetek) birtoklásáért. A szigetek, amelyek 1833 óta brit uralom alatt állnak, az argentin partoktól kb. 500 km-re keletre helyezkednek el, és Argentína a mai napig jogot formál rájuk. A háború további elnevezései lehetnek még: Falkland-konfliktus, Falkland-krízis illetve Dél-Atlanti háború (spanyolul: Guerra del Atlántico Sur).
A háború 1982. április 2-án kezdődött, amikor az argentin fegyveres erők megszállták és elfoglalták a Falkland-szigeteket, majd másnap Déli-Georgiát és a Déli-Sandwich-szigeteket annak érdekében, hogy argentin szuverenitás alá helyezzék a területeket. Április 5-én a brit kormány egy összhaderőnemi haditengerészeti harccsoportot indított útnak, hogy az argentin légierő és haditengerészet megtámadása után visszafoglalja a szigeteket a megszálló erőktől. A brit erők május 21-én szálltak partra a keleti Falkland-szigeten. A harcok 74 napig tartottak a június 14-i argentin kapitulációig (előfordul a tíz hetes időtartam említése is), amellyel a szigetek visszakerültek brit irányítás alá. Az összecsapásokban 649 argentin és 255 brit katona, valamint brit bombázásban 3 civil lakos vesztette életét. A brit kormányzat a katonai tevékenységeket hivatalosan 1982. június 20-án nyilvánította befejezettnek.
A háború egy kiemelt epizódja volt a szigetek szuverenitása fölött zajló elhúzódó vitának. Argentína mindmáig magának követeli a szigeteket, ezért az argentin kormányzat a katonai beavatkozást a saját területe visszaszerzéseként értékelte és nem agresszióként. A brit kormányzat ezzel szemben a háborút kiváltó katonai műveletet egy olyan brit terület megszállásaként értelmezte, amely 1841 óta koronagyarmat. A 19. század elején benépesült szigetek jelenlegi lakóinak túlnyomó többsége brit eredetű és elsöprő többséggel támogatják az Egyesült Királysághoz tartozásukat.
Hivatalosan egyik állam sem üzent hadat a másiknak, bár mindkettő háborús övezetnek minősítette a szigetek területét és hivatalosan elismerte a hadiállapot beálltát. A harctevékenységek majdnem kizárólag a vitatott szigetek területére és azok közvetlen környezetére korlátozódtak.
A háború mindkét országban komoly hatást gyakorolt a közvéleményre és számos újságcikk, könyv és film tárgya lett. Az általános hazafias érzelemhullám, amelyet a szigetek elfoglalása magasra emelt Argentínában, a háború elvesztése miatt a kormányzó katonai junta bukásához vezetett. Az Egyesült Királyságban a kormányon levő Konzervatív Párt csökkenő népszerűségi trendjét megfordította a háború kimenetele és a rákövetkező évben a konzervatívok ennek köszönhetően újra megnyerték a brit választásokat. Az Egyesült Királyságban általában véve kisebb politikai és kulturális hatása volt a konfliktusnak, mint a súlyos gazdasági nehézségekkel küzdő Argentínában, ahol a Falkland-szigetek hovatartozásának kérdése máig napirenden szerepel.
A két hadviselő fél közötti nemzetközi kapcsolatokat 1989-ben állították helyre egy Madridban lefolytatott találkozó során, amely végén a brit és argentin kormány közös nyilatkozatot adott ki. Egyik ország álláspontja sem változott a szuverenitás tekintetében, mindkettő változatlanul a sajátjának tartja a szigeteket. 1994-ben az argentin követelés bekerült az ország újonnan elfogadott alkotmányába is.

## Az előzmények
A háborút megelőző periódusban – leginkább a katonai diktatúra vezetői, Jorge Rafael Videla tábornok és Roberto Eduardo Viola tábornok közötti hatalmi átadás-átvételt követően, 1981 márciusától – Argentína súlyos gazdasági válságot élt át, melyet az országot 1976 óta irányító katonai diktatúra (junta) elleni tiltakozások hullámai tarkítottak.
1981 decemberében ismét személycserékre került sor a rezsim felső vezetésében, a junta irányítását Leopoldo Galtieri tábornok (egyben mint államelnök), Basilio Lami Dozo dandártábornok és Jorge Anaya admirális vette át. Anaya admirális volt a katonai megoldás fő tervezője és támogatója a Falkland-szigetekre régóta fennálló területi követelés megoldására. Sem ő, sem a junta más vezető személyei nem számítottak arra, hogy Egyesült Királyság katonai választ adna a szigetek megszállására.
Leopoldo Galtieri tábornok, a junta vezetője a felgyülemlett feszültségeket a nemzeti érzelmek felszításával kívánta levezetni, amelyre egy a lakosság számára népszerű célért vívott gyors, győztes háború ideális eszköznek tűnt. Ezzel egyszerre terelte volna el a közvélemény figyelmét a krónikus gazdasági problémákról és a rezsim által elkövetett emberi jogi sértésekről. A sikeres háború megerősítette volna a katonai junta kényes legitimációját is. A La Prensa újság szerint az argentin vezetés egy fokozatosan eszkalálódó konfliktust tervezett, kezdve a szigetekre szállított áruforgalom elvágásával egészen a közvetlen katonai beavatkozásig 1982 végén, amennyiben az ENSZ közvetítése sikertelen lenne.
A két ország közötti, a szigetek hovatartozásából fakadó feszültség fokozódott, amikor 1982. március 19-én egy argentin ócskavaskereskedő csoport (közöttük argentin tengerészgyalogosokkal) felvonta az argentin zászlót Déli-Georgia szigetén. Ez később jelentős lépésnek bizonyult a háború felé vezető úton. Válaszul a Brit Királyi Haditengerészet antarktiszi járőrhajóját, a HMS Endurance-t a Falkland-szigetek fővárosából, Stanley-ből Déli-Georgiába vezényelték. Az argentin katonai vezetés attól tartva, hogy az Egyesült Királyság megerősíti dél-atlanti erőit, elrendelte a Falkland-szigetek inváziójának előrehozását 1982. április 2-ára.
A brit kormányzatot meglepetésként érte a dél-atlanti területek argentin támadása, annak ellenére, hogy Nicholas Barker kapitány (az HMS Endurance parancsnoka) és mások többször figyelmeztettek a küszöbön álló invázióra. Barker úgy gondolta, hogy a John Nott védelmi miniszter által jegyzett 1981-es felülvizsgálatot az argentin hadvezetés úgy értékelte, hogy az Egyesült Királyság nem kívánja és hamarosan nem is lesz képes érdekeit érvényesíteni és megvédeni a szigeteket. (Az 1981-es felülvizsgálatban megjelentek tervek az HMS Endurance visszarendelésére is, amely ekkor az Egyesült Királyság egyetlen haditengerészeti hajója volt a dél-atlanti vizeken.)

## Az argentin támadás
1982. április 2-án hajnalban az argentin fegyveres erők összhaderőnemi művelet keretében szálltak partra a Falkland-szigeteken (Rosario hadművelet). Az ARA Santísima Trinidad rombolóról indulva 84 különleges műveleti katona a brit tengerészgyalogság Moody Brooks laktanyáját foglalta el (amely üresnek bizonyult a támadáskor) illetve 16 harci búvár lekötötte a britek védelmének főerőit a kormányzói épületnél (itt alakult ki a leghevesebb tűzharc az invázió során). A körülbelül 450 fős argentin főerő az ARA Cabo San Antonio partra szállító hajóról indulva kétéltű Amtrac harcjárműveken ellenállás nélkül szállt partra, majd a település peremén vívott rövid tűzharcot követően elfoglalta Stanley-t. 9 óra 30 perckor a védekező brit erők megadták magukat. A művelet során az argentin erők vesztesége 1 halott és három sebesült, brit veszteség nem volt.
Április 3-án az argentin haditengerészet 60.1 harci köteléke (az ARA Bahía Paraiso és az ARA Guerrico korvett, ez utóbbi fedélzetén 40 tengerészgyalogossal, egy Puma és egy Alouette III helikopterrel) rövid, intenzív tűzharcot követően megadásra kényszerítette a Déli-Georgián állomásozó brit tengerészgyalogosokat (Georgia-hadművelet). A művelet alatt az argentin erők 3 halottat és 9 sebesültet veszítettek, egy helikopter lezuhant, az ARA Guerrico korvett könnyebben megrongálódott. A brit veszteség egy fő sebesült volt.
Az Egyesült Királyságot és a világot meglepte a támadás. Lord Carrington, a brit külügyminiszter lemondott. A britek azonban haladéktalanul csapatszállító hajókat szereltek fel, és erős flottakötelék kíséretében elindultak, hogy még a téli viharok megérkezte előtt visszafoglalják a 10 000 km-re fekvő szigeteket.

## A brit ellentámadás

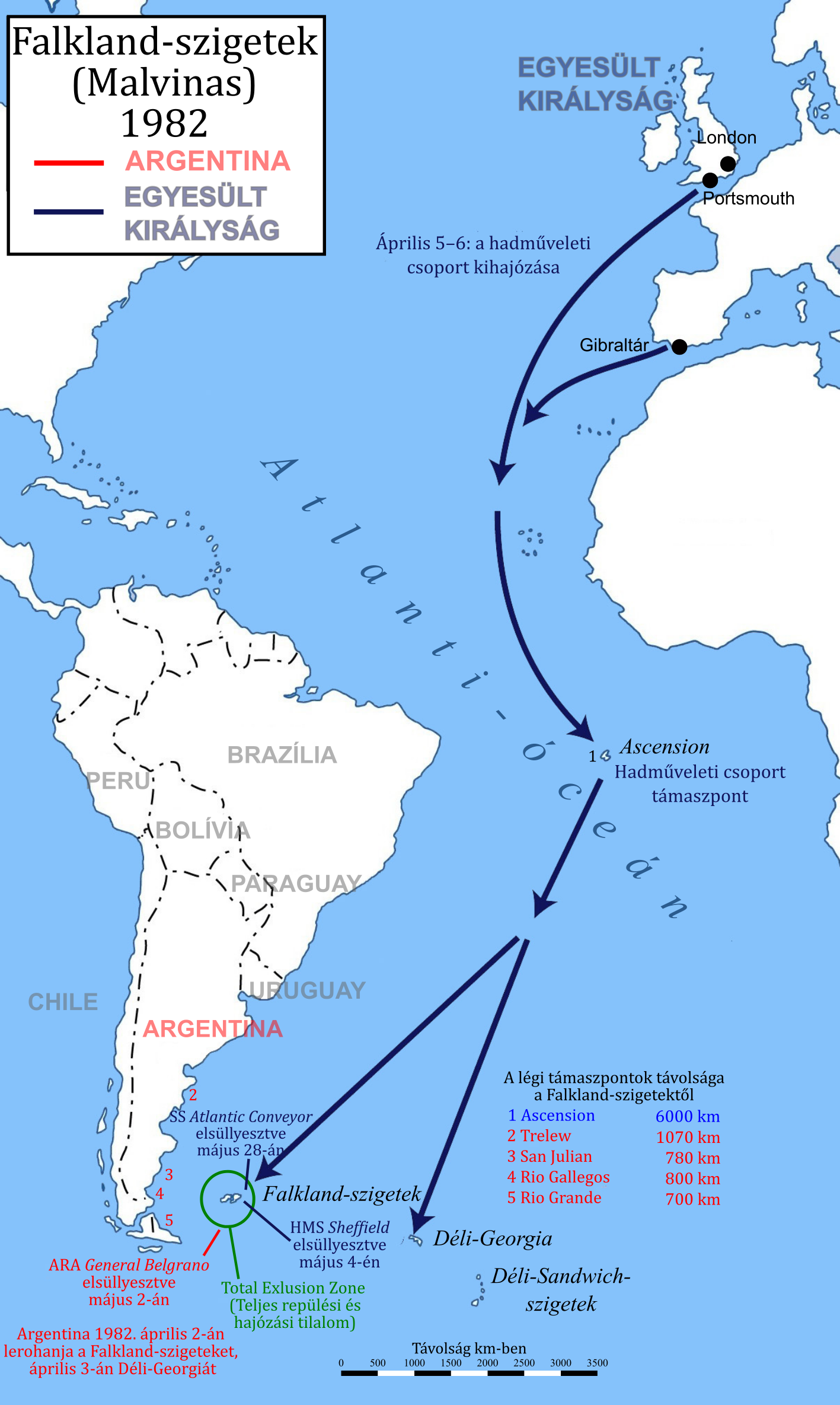
A brit hadművelet nagybani vázlata

A Royal Navy Sir John Forster "Sandy" Woodward (1932-2013) altengernagy parancsnoksága alatt impozáns flottaköteléket állított össze a Falkland-szigetek visszafoglalására. Két repülőgép-hordozó HMS Hermes (R12) (repülőcsoport: 16 Sea Harrier vadászbombázó, 22 Sea King helikopter), HMS Invincible (R05) repülőgép-hordozó (repülőcsoport: 12 Sea Harrier vadászbombázó, 10 Sea King helikopter), 8 rakétás romboló: HMS Bristol (D23) (Type 82 osztály), HMS Sheffield (D80), HMS Coventry (D118), HMS Glasgow (D88), HMS Cardiff (D108), HMS Exeter (D89) (Type 42 osztály), HMS Glamorgan (D19), HMS Antrim (D18) (County osztály), továbbá 15 fregatt, 5 atom-tengeralattjáró, egy hagyományos tengeralattjáró és számos egyéb hajó indult Délre.
Április végén 75 tengerészgyalogos visszafoglalta a lakatlan Déli-Georgia szigetet. Május 1-jén brit távolsági bombázók a Black Buck hadművelet keretén belül bravúros, többszöri légi utántöltést igénylő támadást intéztek a megszálló erők ellen. A támadás csekély veszteséget okozott (1 bomba ért célt), de az argentin légierő vadászgépeinek áttelepítésére kényszerült, ami jelentősen befolyásolta a későbbi eseményeket az Egyesült Királyság javára.
Intenzív és mindkét oldalnak jelentős veszteségeket okozó légi és tengeri hadműveletek következtek. A HMS Conqueror brit tengeralattjáró elsüllyesztette az ARA General Belgrano argentin cirkálót, és megadásra kényszerült a két argentin tengeralattjáró egyike, a ARA Santa Fe is. Az argentin erők elsüllyesztették a modern HMS Sheffield rombolót és több, pótolhatatlan felszereléssel megrakott szállítóhajót, valamint súlyosan megrongáltak több csapatszállítót. A brit HMS Invincible repülőgép-hordozóról felszállt Harrier vadászrepülők többször támadták a megszálló argentin erőket, fontos földi célpontokat semmisítve meg. A Harrierek és a francia gyártmányú argentin Mirage III vadászgépek között kialakult légi harcokban rendre az argentin fél húzta a rövidebbet.
Ugyanakkor az argentin légierő több sikeres bombatámadást intézett a brit flotta ellen. Több hajót is találat ért, de a brit erők óriási szerencséjére a becsapódott bombák 75%-a nem robbant fel, mert a hajók hatékony légvédelme arra kényszerítette az argentin pilótákat, hogy a bombákat kis magasságból oldják ki (több argentin repülőgépen kisebb sérüléseket okoztak a brit hadihajók hozzájuk érő, kisebb antennái), és a bomba zuhanásának rövid ideje alatt a gyújtónak nem volt ideje élesíteni. A TV-adásokból azonban az argentin légierő katonái értesültek a fel nem robbant bombákról, és gyújtóik beállításán módosítva később több hajót elsüllyesztettek. A vakmerő támadásokban az argentin fél körülbelül 30 repülőgépet vesztett.
A tengeri és légi csatákat követően május 21-én 4000 brit katona szállt partra a főszigeten Port San Carlosnál, és 3 hétig tartó heves harcok után bevonultak a fővárosba, Stanley-be. Az argentin megszálló erők maradéka Mario Menéndez tábornok parancsnoksága alatt június 14-én tette le a fegyvert. A szigetek mai napig brit uralom alatt állnak.

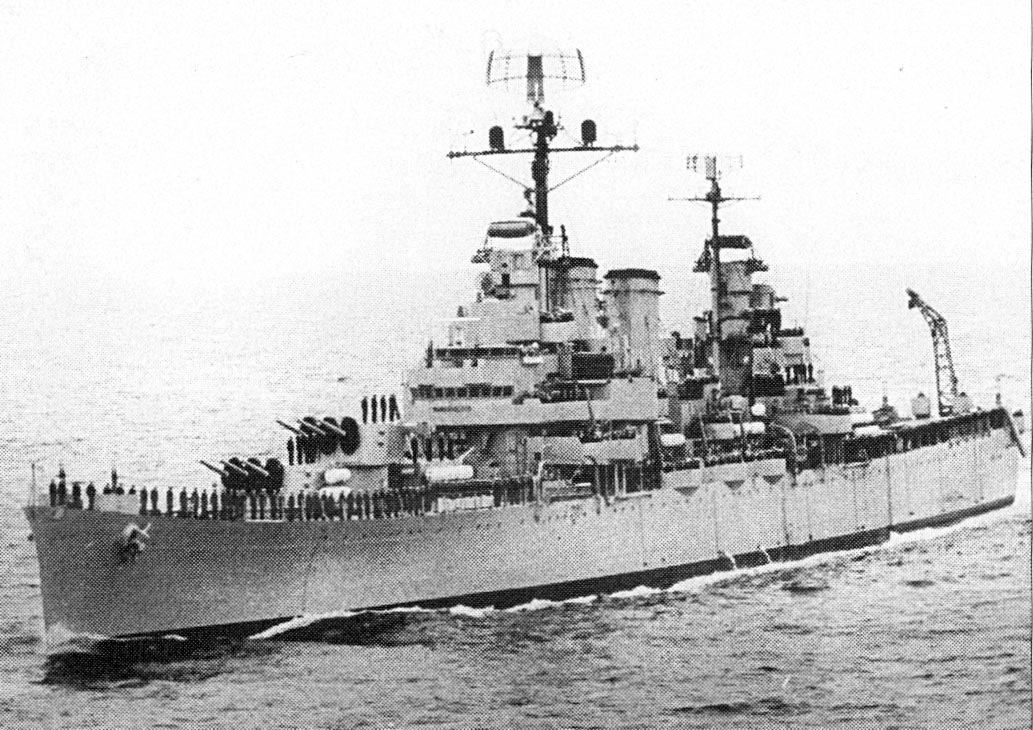
Az argentin ARA General Belgrano nagy méretű könnyűcirkáló. A hajó eredetileg az US Navy számára épült USS Phoenix (CL46) néven, a Brooklyn osztály egyik egységeként.
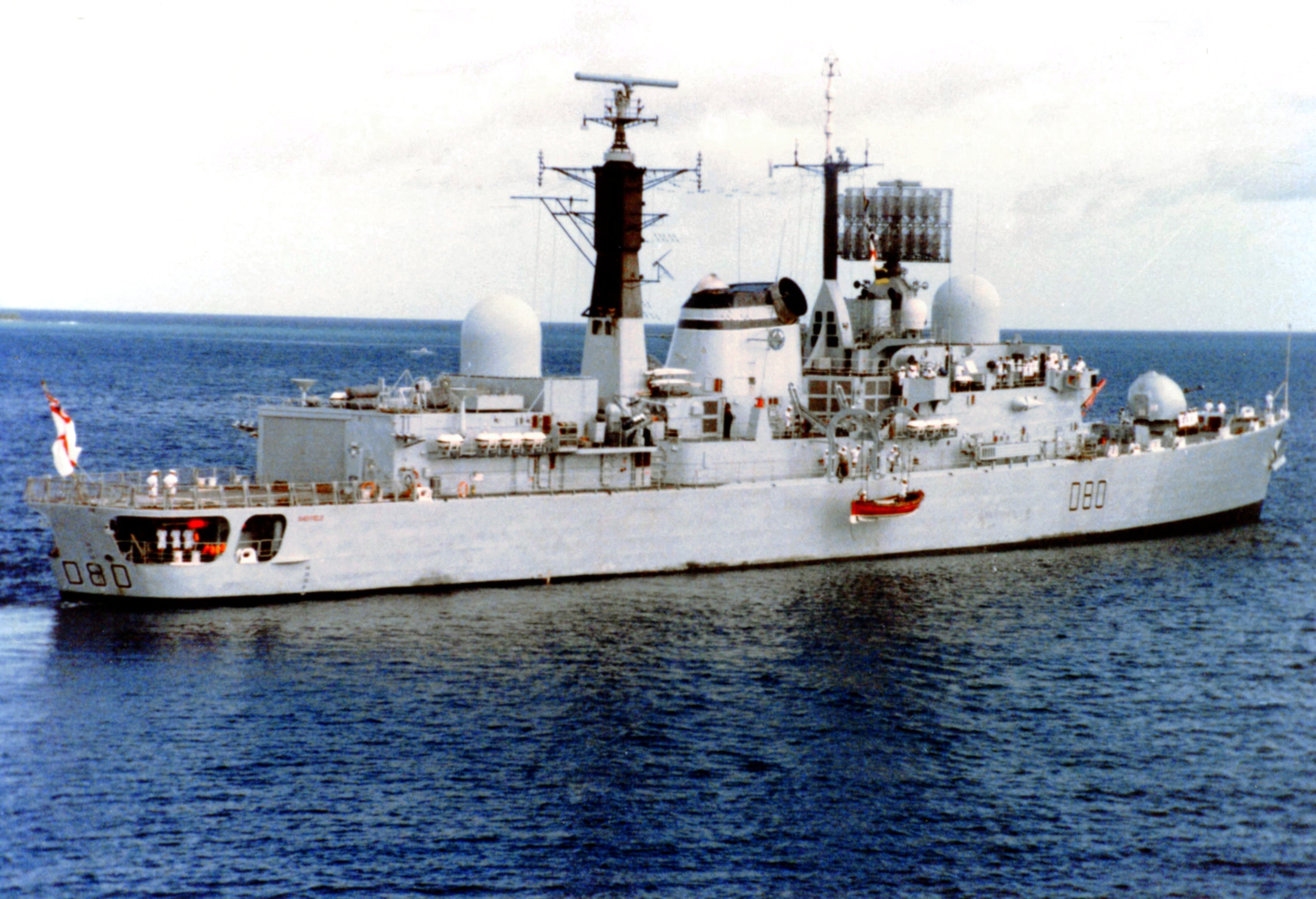
A Typ 42 osztályú HMS Sheffield (D80) brit rakétaromboló. A hajó az argentin légierő áldozata lett.
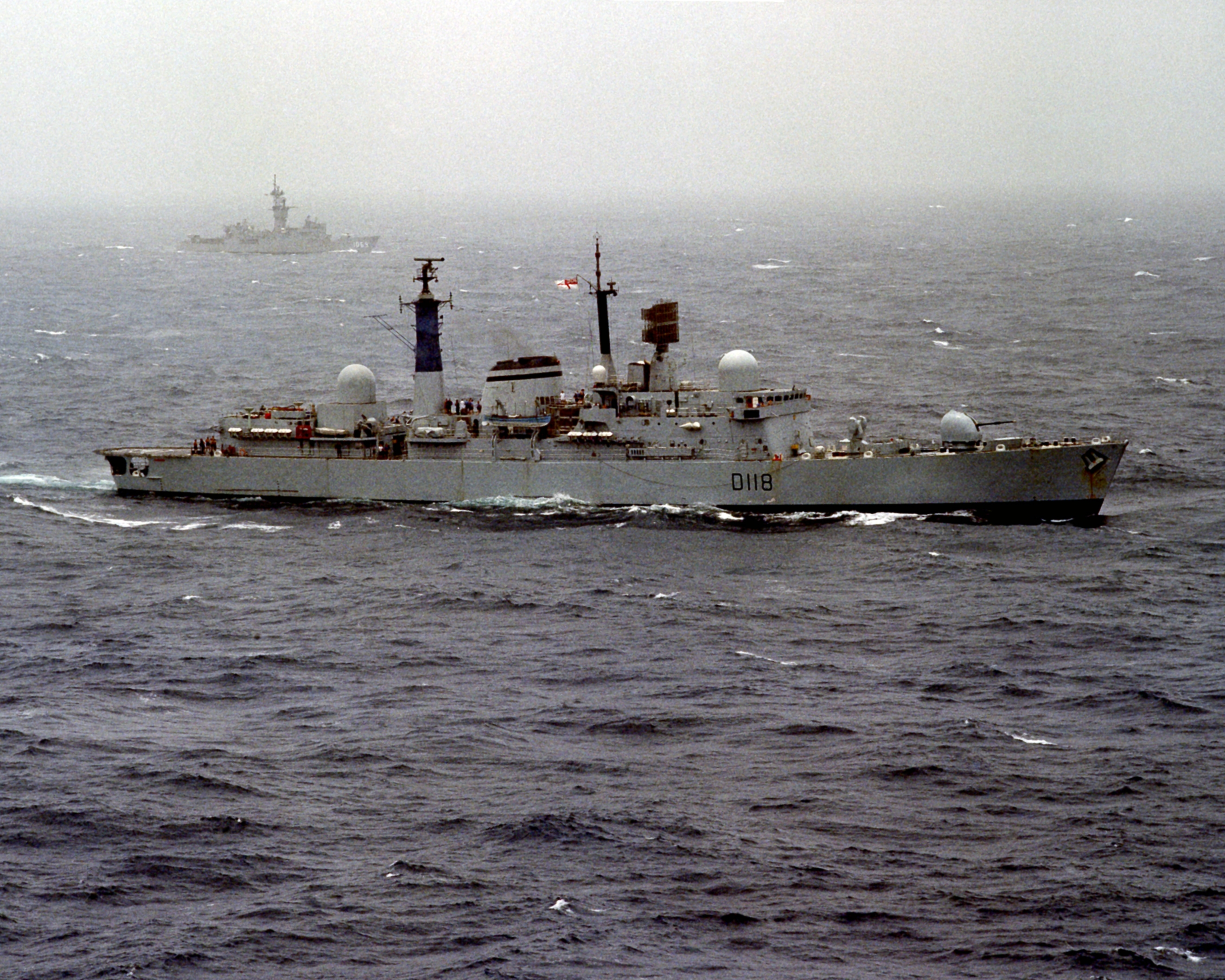
A Typ 42 osztályú HMS Coventry (D118) brit rakétás romboló. A háttérben egy Knox osztályú amerikai fregatt látható. Az egység három bombatalálat után elsüllyedt.
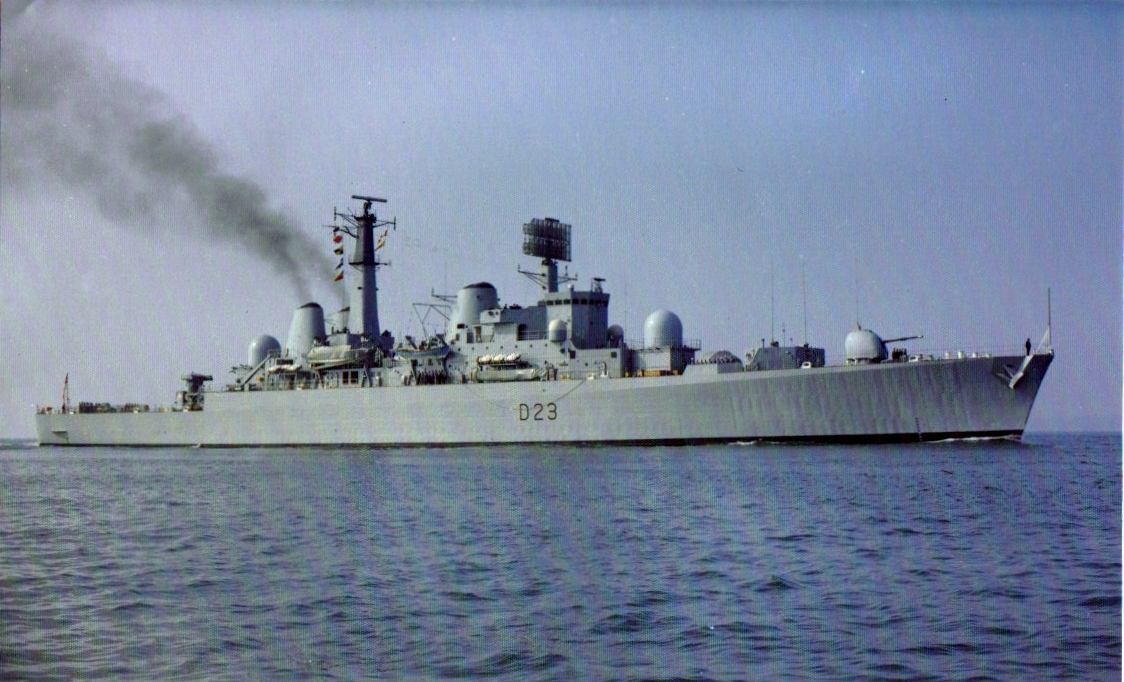
A HMS Bristol (D23) brit rakétaromboló. A Type 82 típus egyetlen egységeként a feladata flottakötelékek légvédelmének ellátása volt, így jelentősen erősítette a Royal Navy-t a falklandi konfliktusban.
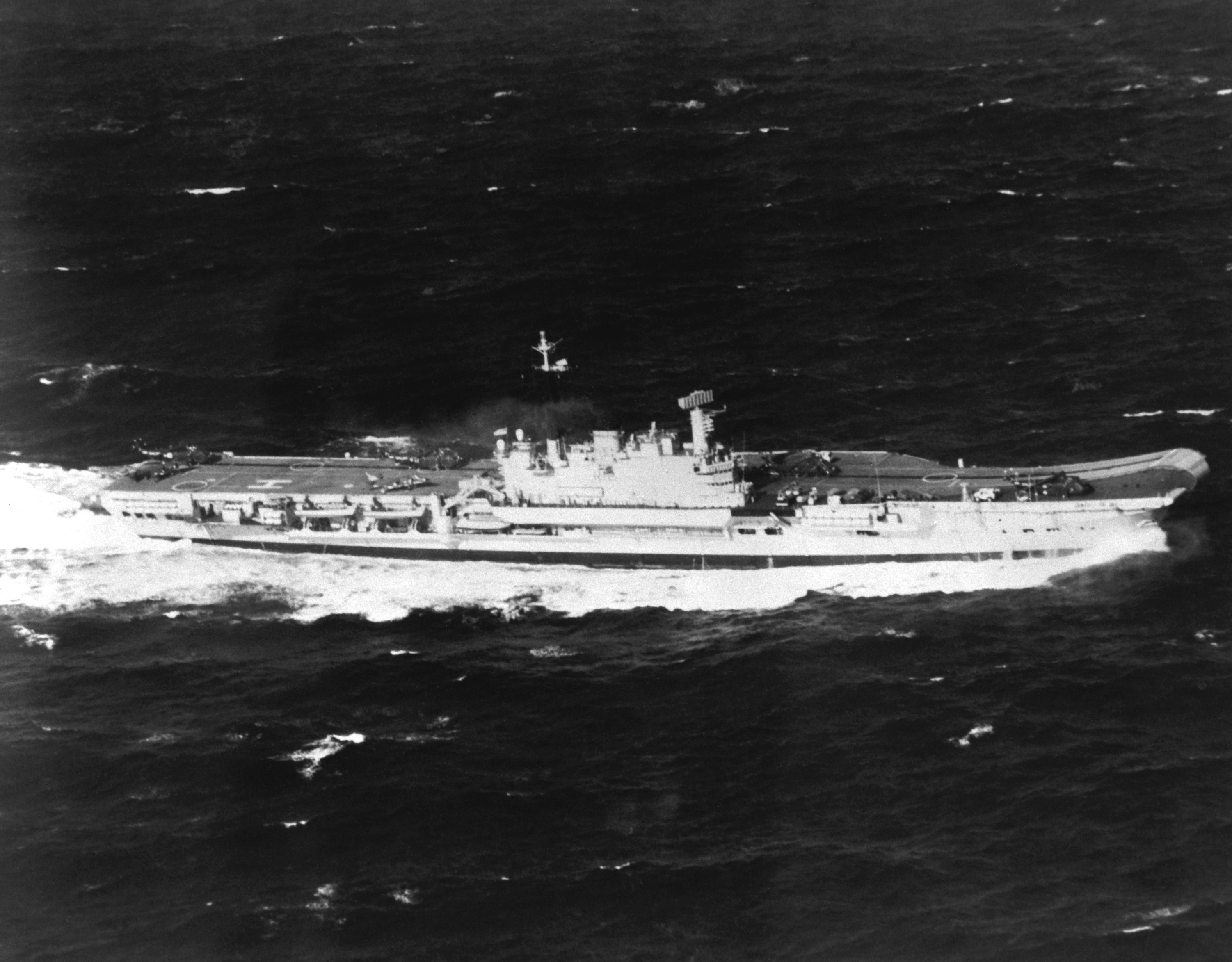
A brit HMS Hermes (R12) repülőgép-hordozó 1982-ben. Az 1959-ben szolgálatba állított egység volt a konfliktus során bevetett legnagyobb brit hadihajó.
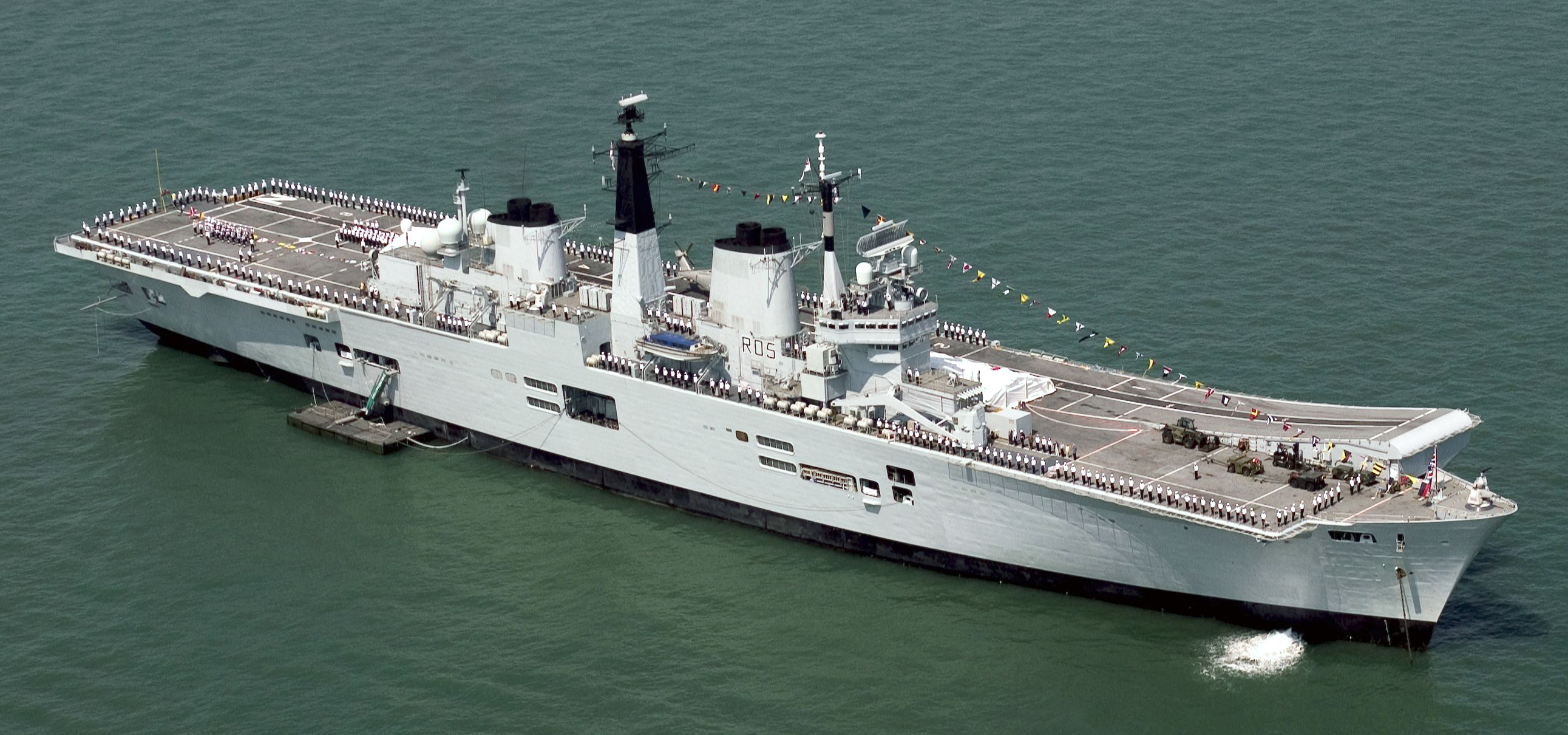
Az Invincible osztályú HMS Invincible (R05) brit repülőgép-hordozó. Az HMS Hermes mellett a Falkland-szigeteki háborúban bevetett két brit hordozó egyike.
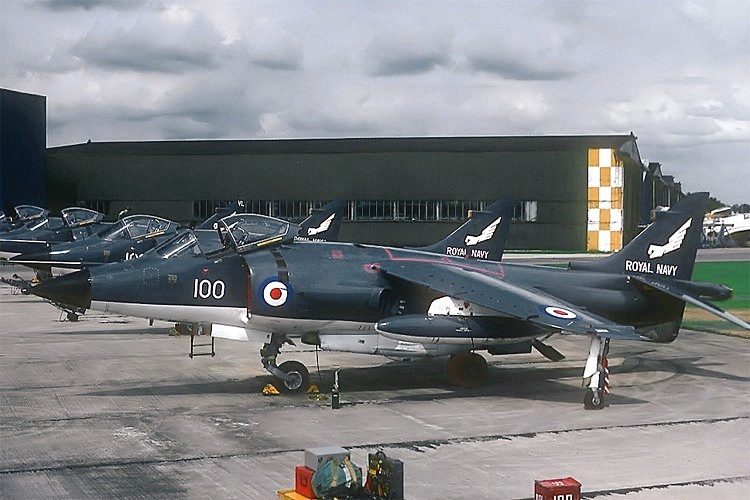
A két brit repülőgép hordozó Sea Harrier FRS1 vadászbombázókat üzemeltetett. A képen 899. század gépei láthatóak 1982-ben.

## Emberveszteség
A Ronald Reagan erkölcsi és katonai támogatását élvező Egyesült Királyság 74 nap alatt verte ki a szigetekről a megszálló erőket. A britek emberéletben összesen 255, az argentinok 649 főt veszítettek.

## A háború hatása
A háború hatása mindkét országban és világszerte is jelentős volt. Argentínában a vereséget követő megmozdulások a junta bukásához és demokratikus fordulathoz vezettek. Az Egyesült Királyságban a hazafias lelkesedés második világháború óta nem látott hulláma söpört végig. A belpolitikája és gazdasági intézkedései miatt népszerűtlen Margaret Thatcher miniszterelnök pozíciója megerősödött, és a háború után újraválasztották.
A háború veszteségei viszonylag csekélyek voltak ugyan, de mivel a második világháború utáni legnagyobb, modern hadseregek által vívott tengeri és szárazföldi konfliktus, jelentősége nagy. A mindkét oldalon alkalmazott korszerű haditechnika bebizonyította fölényét az elsősorban argentin oldalon használt világháborús eszközök felett. A brit atom-tengeralattjárók és korszerű haditengerészeti helikopterek az argentin flotta több nagy, de elavult egységét süllyesztették el. Az argentin oldalon használt, francia gyártmányú aktív radarvezérlésű Exocet rakéták a brit flotta több modern hajóját semmisítették meg, vagy rongálták meg súlyosan, bár viszonylag csekély számban álltak hadrendben – ugyanakkor a korszerű légvédelmi rendszereknek köszönhetően a hagyományos bombatámadások a bevetett repülőgépek számához képest kis veszteségeket okoztak.